# 한국여성인권진흥원
한국여성인권진흥원(韓國女性人權振興院, Women's Human Rights Institute of Korea)은 사회에 존재하는 다양한 형태의 여성폭력을 근절하여 성평등 사회를 실현하는 것을 목적으로 하고 여성폭력 예방 및 피해자 지원사업을 추진하는 여성가족부 산하 기타공공기관이다. 서울특별시 중구 서소문로 50 센트럴플레이스 3층에 위치하고 있다.

## 주요 사업
- 성폭력ㆍ가정폭력ㆍ성매매 등 피해자 보호ㆍ지원시설 종사자의 양성 및 보수교육
- 성폭력ㆍ가정폭력ㆍ성매매 등 피해자 보호ㆍ지원시설 간 연계망 구축 및 운영
- 성폭력ㆍ가정폭력ㆍ성매매 등 피해자 보호ㆍ지원을 위한 관련 기관 간 협력 사업 개발 및 지원
- 성폭력ㆍ가정폭력ㆍ성매매 등 피해자 보호ㆍ지원시설에 대한 평가지원 및 컨설팅
- 성폭력ㆍ가정폭력ㆍ성매매 등 피해자 보호ㆍ지원에 관한 종합관리시스템 구축ㆍ운영
- 성폭력ㆍ가정폭력ㆍ성매매 등 예방ㆍ방지 및 피해자 보호ㆍ지원 프로그램 개발과 관련 연구사업
- 제1호부터 제6호까지의 사업에 부수되는 사업 또는 이와 관련하여 국가기관등으로부터 위탁받은 사업
- 그 밖에 한국여성인권진흥원의 목적달성을 위하여 대통령령으로 정하는 사업

## 연혁
- 2009년 4월 재단법인 한국여성인권진흥원 설립
- 2014년 2월 기타공공기관 지정
- 2019년 12월 특수법인 한국여성인권진흥원 설립

## 조직

### 이사회

#### 한국여성인권진흥원장 (상임이사)
- 경영기획본부
- 교육개발본부
- 여성폭력방지본부
  - 성희롱·성폭력근절종합지원센터

- 인권보호본부
  - 여성긴급전화1366중앙센터
  - 디지털성범죄피해자지원센터
- 일본군'위안부'문제연구소

## 논란 및 사건 사고

### 공식 트위터 욕설 사용 논란
2021년 7월 13일 저녁, 공식 트위터에 "커밍아웃 후 부모의 X같음 견디는 꿀팁 좀 알려줘"라는 글을 게시했다가 삭제했다.
한 누리꾼이 진흥원 측에 문의한 결과 담당자로부터 "계정 해킹으로 (해당 글을) 바로 삭제 조치했다"는 답변을 받았다며 메시지를 주고받은 내용을 온라인상에 공개했다. 하지만 하태경 국민의힘 의원이 한국여성인권진흥원으로부터 받은 답변서에서는 해킹 사실이 없다고 답변했다.
이후 여성인권진흥원은 직원의 실수라고 해명했으며, 향후 재발 방지를 위해 공식 계정에 게시하는 모든 글을 철저히 사전 점검하고, 업무시간 외에는 계정에서 로그아웃하도록 하는 등 안전한 관리 절차를 마련할 것이라 밝혔다.